# Tagged
Tagged es una red social con sede en San Francisco (California), fundada a mediados del 2004 por los empresarios Greg Tseng y Johann Schleier Smith, ambos graduados de la Universidad de Harvard. Este sitio permite a los usuarios crear y administrar perfiles, enviar mensajes, dejar comentarios, boletines de correo, ajustes de estado, ver fotos, vídeos, juegos, regalos, etiquetas, chat y hacer amigos. Además, sugiere nuevas personas para los miembros a partir de la base de intereses compartidos. Tagged está disponible en un total de 6 idiomas, los cuales son: inglés, español, francés, portugués, italiano y alemán.
En julio del 2008, el sitio web afirmó tener más de 70 millones de usuarios registrados que hace de esta una de las comunidades más grandes del mundo.[cita requerida]
En diciembre de 2011, Tagged compró a su rival Hi5, por una suma que no trascendió a los medios, en un tipo de alianza estratégica para enfrentar a sus competidores.
La idea es que las dos plataformas sigan funcionando cada una por su lado, pero irán abriéndose integraciones entre las dos. Por ejemplo, la base de usuarios se fusionará, de forma que todos estén conectados aunque entren a la red desde las dos páginas de inicio distintas.
Con esta operación de Tagged, una compañía startup que ya es rentable, quiere combinar su red —más dirigida a conocer gente nueva— con la sólida plataforma de juegos y, sobre todo, los usuarios de Hi5 que superan en mucho a su base de datos.